# エスタディオ・エル・アルコラス
エスタディオ・エル・アルコラス（Estadio El Alcoraz）は、スペイン・アラゴン州ウエスカ県ウエスカにあるSDウエスカのサッカー専用スタジアム。スタジアムの名前は、1096年にこの地で起こったアルコラスの戦いから取られている。

## 概要
ウエスカ市街地のはずれに位置しており、収容人数は7,638人である。スペイン人の建築家ライモンド・バンボ・モンプラーデが設計、建設を担当し、1972年に竣工した。建設コストは9万ユーロだった。

## 歴史
1972年1月16日、こけら落としとなったデポルティーボ・アラゴンとの一戦でエル・アルコラスが開場した。1986年、ウエスカが成績不振でによって極度の資金難に陥ると、ウエスカはこのスタジアムをオークションに出した。多くの資産家がオークションに参加したが、最終的には200人を超える地元のウエスカサポーターや起業家によって落札され、スタジアムは再びウエスカの下に返却された。これ以降、ウエスカはこのスタジアムで定期的にファン交流イベントを開催し、サポーターへの感謝を忘れないようにしている。
2008-09シーズン、ウエスカがセグンダ・ディビシオンに昇格すると、スタジアムの改修に乗り出した。改修の主な内容はメインスタンドの拡張や屋根の設置、来賓席の改築、ベンチのデザイン変更などである。
2018年にウエスカがクラブ創設史上初のプリメーラ・ディビシオン昇格を果たすと、1部の規模に合わせるため、再度改築を行った。改修前は5,500席しかなかったキャパシティを7,638人収容できるサイズに拡張。他にも、会見室やVIP席、駐車場、トイレさらにはロッカールームの刷新をした。